# A clown never cries
A clown never cries is een lied van de Amerikaanse zanger en tv-host John Davidson. Het verscheen in 1971 op de B-kant van zijn single Good times en werd geschreven door Al Capps, Gordon Marron en Reid Reilich. Capps was tevens arrangeur van de single en de productie lag in handen van Snuff Garrett. Deze single werd alleen in de VS uitgebracht.
Het nummer gaat over een clown die tijdens zijn optreden probeert het verlies van zijn ex-vriendin te verwerken, terwijl hij aan het optreden is: "Because clowns always know, that a tear will spoil the show, but the smile is only make-up."

## The Cats
Het lied kende een tweede leven toen Al Capps door Snuff Garrett werd gevraagd muziek voor de Nederlandse band The Cats te produceren voor de Amerikaanse markt.
Het nummer werd uitgebracht op het album Love in your eyes (1973) dat uiteindelijk toch wereldwijd uitkwam. In Nederland stond het drie weken op nummer 1 en behaalde het goud. De muziekstijl van dit nummer valt niet onder de palingsound, maar is beter te kenmerken als middle-of-the-roadmuziek, waarmee sinds de jaren tachtig artiesten als Lee Towers, Anita Meyer en René Froger bekend mee zijn geworden.